# Germain Boffrand
Germain Boffrand (Nantes, 16 maggio 1667 – Parigi, 19 marzo 1754) è stato un architetto francese, grande esponente del Rococò.

## Biografia
Nipote di Mathurin Boffrand, pittore e scultore a Machecoul, e figlio di Jean Boffrand, mastro scultore e architetto a Nantes, Germain Boffrand è il secondo di dodici figli. Durante la sua infanzia lavorerà col padre, già rinomato nella regione nantese.
Da Adolescente intraprende gli studi superiori all'Università di Nantes divenendo Maître des Arts, "Maestro d'Arte", come suo fratello maggiore Guillaume.
Nel 1682 si reca a Parigi con sua madre, sorella del poeta Philippe Quinault. La prima testimonianza di Boffrand a Parigi, risale al 19 settembre 1685 quando partecipa con sua madre al matrimonio della figlia maggiore di Quinault con Charles Le Brun, nipote e figlioccio del grande pittore. Quinault lo introdurrà negli ambienti della Corte e della città di Parigi, tanto che l'anno seguente appare citato nelle liste dei costruttori reali, quando si occupa di disegnare Place Vendôme al seguito del grande architetto Jules Hardouin-Mansart. Collaboratore del grande maestro, Boffrand, dal 1690 sarà associato alle grandi commissioni reali dove partecipa anche al cantiere dell'Orangerie di Versailles.
Boffrand fu uno dei maggiori architetti del nuovo stile Reggenza, che contribuirà a creare. Fu anche un grande creatore e promotore del Rococò integrato all'architettura classica mansartiana della fine del regno del Re Sole. Infatti scrupoloso di conservare la monumentalità classica dell'Architettura barocca francese, cercherà di affermare l'ornamentazione rocaille nelle decorazioni d'interni con grande maestria.

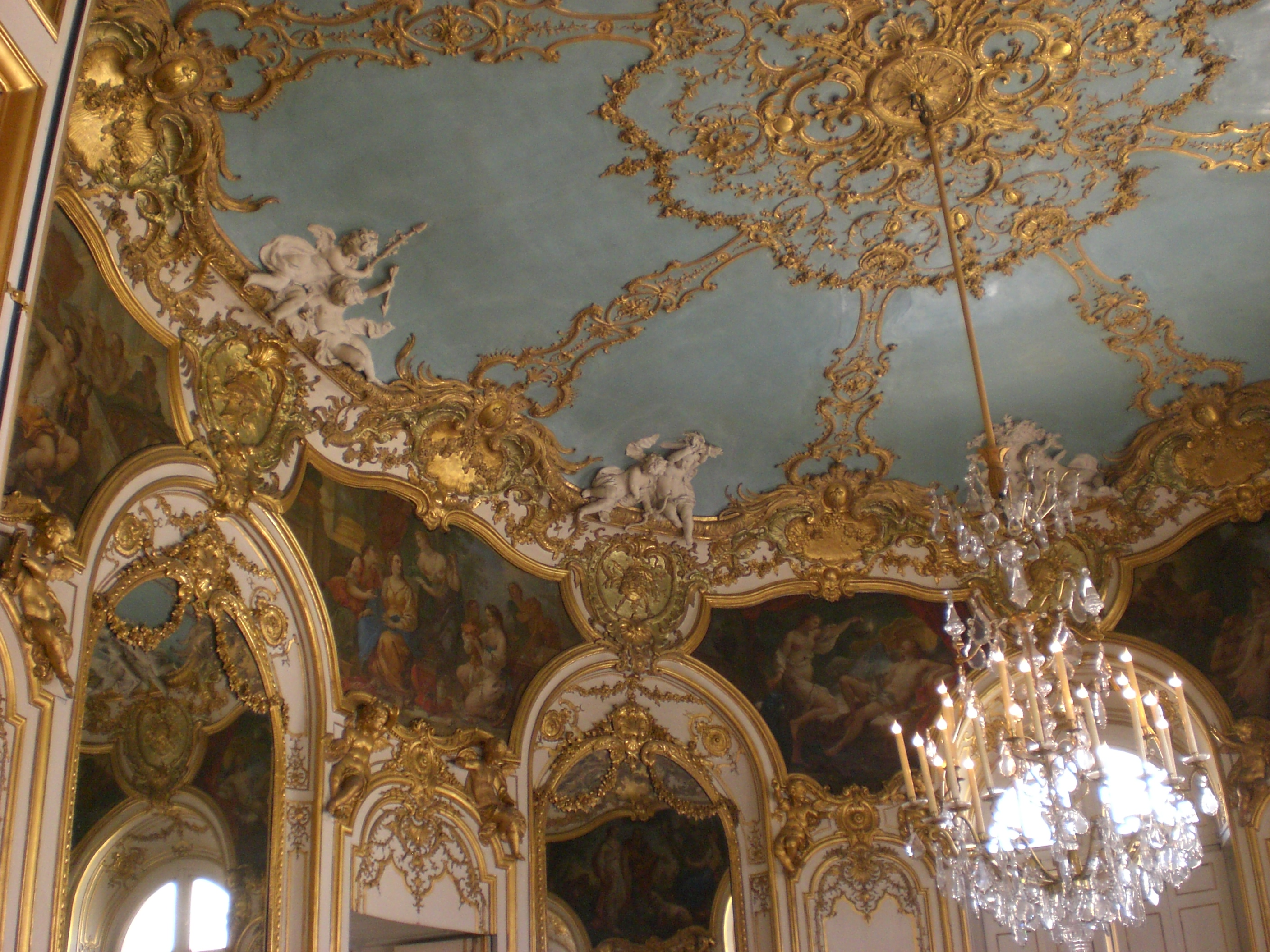
lo splendido Salone Ovale dell'Hôtel de Soubise di Parigi.

La sua professionalità gli permetterà nel 1699 di lasciare le grandi Opere Reali per dedicarsi a una clientela privata, essenzialmente parigina, raffinata e ambiziosa, disposta ad accettare con audacia delle innovazioni, impensabili fino ad allora, per degli edifici ufficiali. 
Fu così che nel 1703 progettò la costruzione del Castello dei Duchi di Lorena a Lunéville, che gli valse la nomina di Primo Architetto dal duca Leopoldo di Lorena. Lavora, poi, all'ampliamento del prestigioso Palais Bourbon, nel 1710; e si trova quindi, dal 1732, a decorare gli sfavillanti interni dell'Hôtel de Soubise, forse il suo capolavoro; e ancora a concepire la ricostruzione del Castello d'Aulnois, per la famiglia degli Armoises, nel Ducato di Lorena.
Tuttavia esegue anche numerose opere pubbliche al servizio della Città di Parigi, in seguito dell'entrata a far parte dell'Académie royale d'architecture nel 1709. Nel 1732 sarà nominato Ispettore generale dei Ponti e delle Strade creando dei progetti di ristrutturazione e risanamento del quartiere delle Halles. Partecipa al concorso per la costruzione della Place Louis XV, l'odierna Place de la Concorde; nominato capo dell'Hôpital général nel 1724, costruisce nel 1727, nell'Île de la Cité, il superbo Hôpital des Enfants Trouvés (andato distrutto); lavora alla Salpêtrière, a Bicêtre e all'Hôtel-Dieu.
La sua maestria, ormai riconosciuta a livello internazionale, lo porta anche a operare per il Principe elettore Massimiliano II Emanuele di Baviera che gli commissiona una fontana e un padiglione da caccia per i giardini del suo Castello di Bouchefort, nei dintorni di Bruxelles, oggi distrutto. In Germania, collabora con Balthasar Neumann, nel 1724, alla Residenza di Würzburg.
Il 10 gennaio del 1745 Boffrand diviene membro della prestigiosa Royal Society e lo stesso anno è autore di un trattato d'architettura, Le livre d'architecture nel quale sono stampati i suoi capolavori. Questo libro contribuirà enormemente alla diffusione dello stile Rococò e del gusto francese in tutta Europa.
Fra i suoi allievi si ricordano François Dominique Barreau de Chefdeville, Charles-Louis Clérisseau, e soprattutto, Emmanuel Héré, l'architetto della scenografica Place Stanislas a Nancy.
Muore a Parigi all'età di 87 anni.

## Opere

### Architettura civile

#### A Parigi

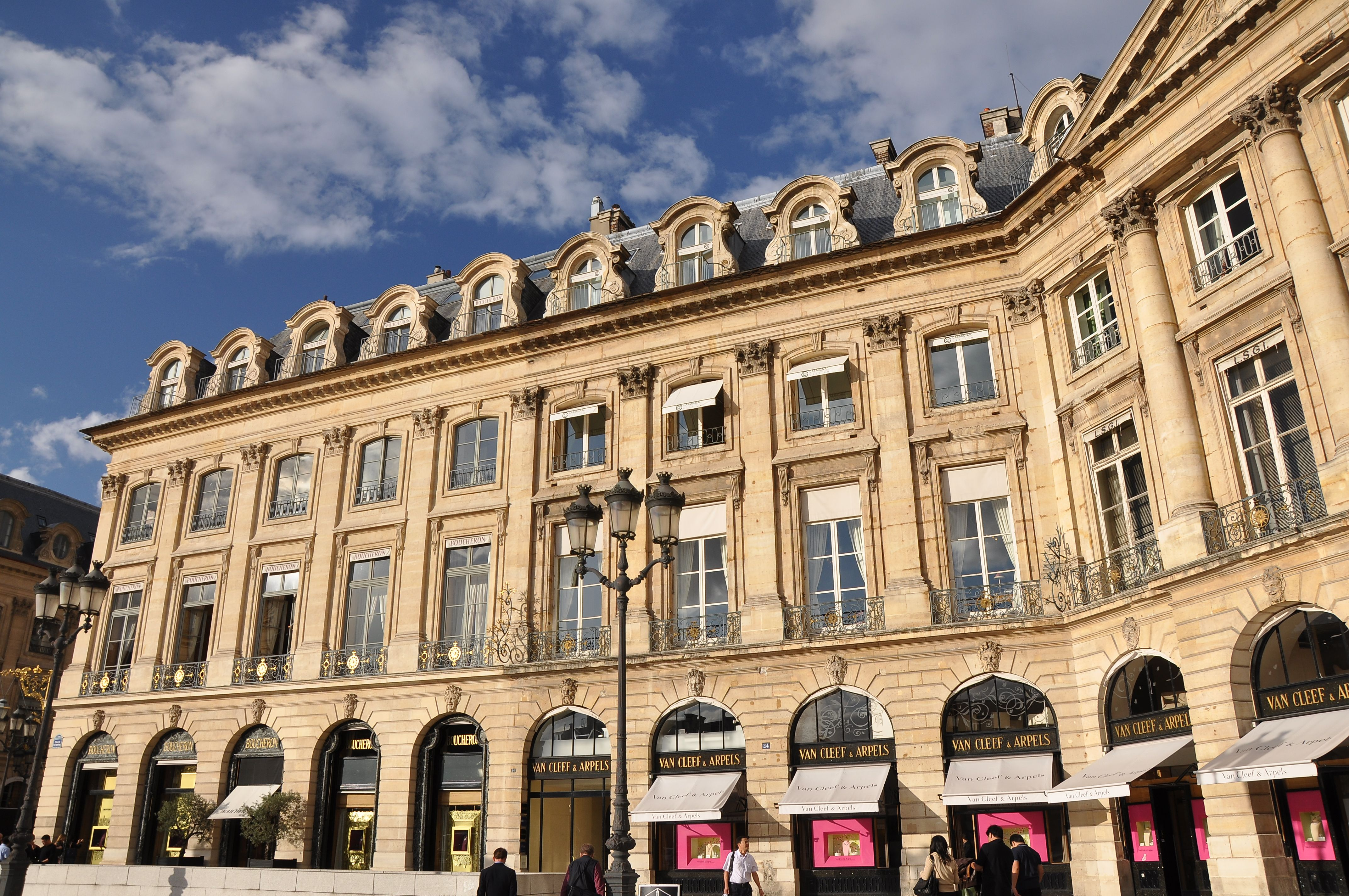
l'Hôtel de Boffrand nella Place Vendôme.

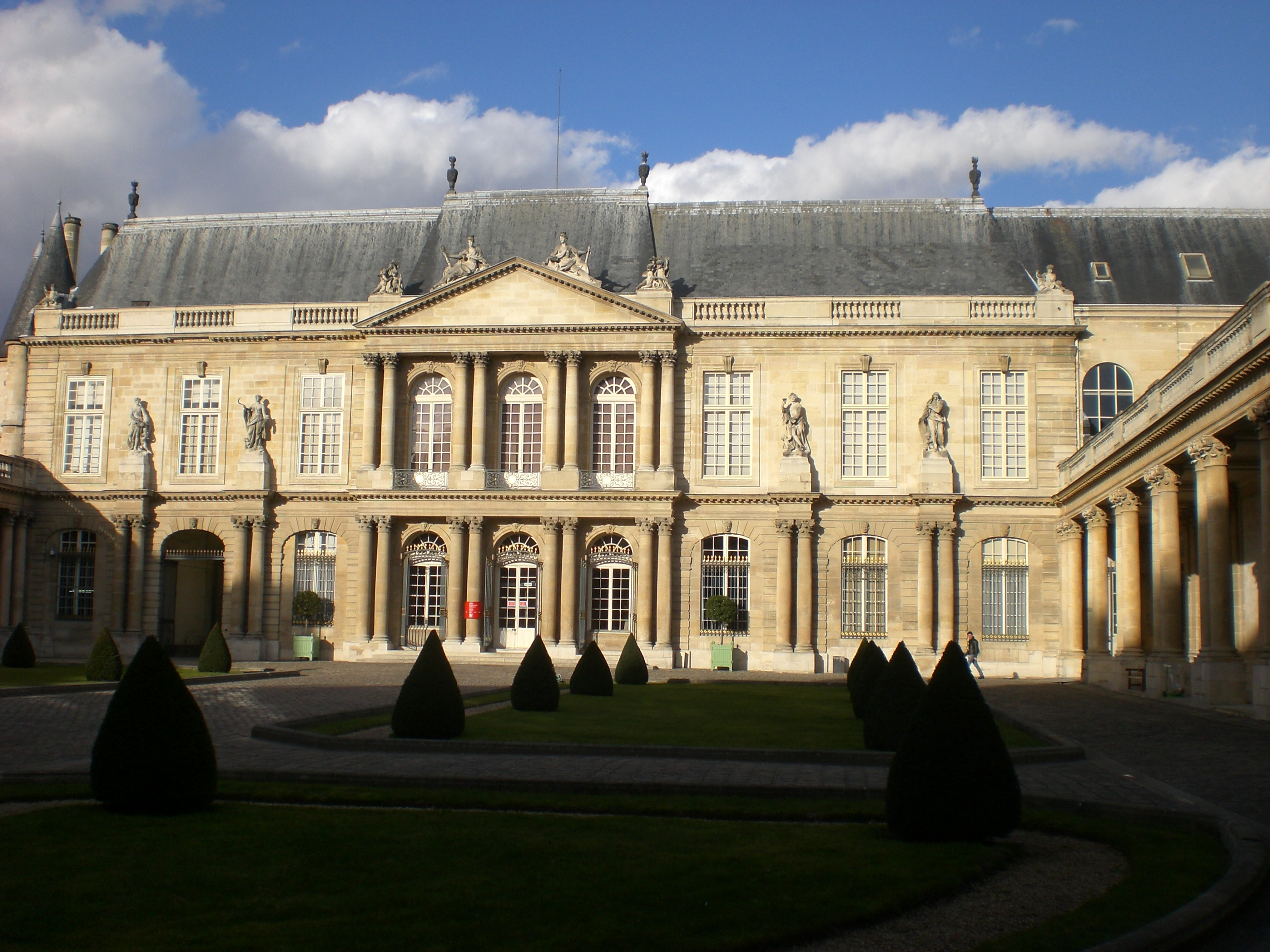
la facciata dell'Hôtel de Soubise.

- Place Vendôme, 1685-99, disegnatore sotto la direzione di Jules Hardouin-Mansart.
- Hôtel Le Brun, 49 rue du Cardinal-Lemoine, 1700, costruito per Charles II Le Brun, nipote e figlioccio del grande pittore Charles Le Brun e parente di Boffrand.
- Hôtel de Soubise, 60 rue des Francs-Bourgeois, 1704-1707 e 1735–1740.
- Facciata del Convento dei Padri de la Merci, 45 rue des Archives, commissionata dal principe di Soubise per migliorare l'edificio dirimpettaio, distrutto sotto la Rivoluzione francese.
- Hôtel d'Argenson (detto anche Hôtel de la chancellerie d'Orléans), 19 rue des Bons-Enfants, 1707, distrutto nel 1923.
- Palazzo del Petit Luxembourg, 1709-1716: ristrutturato per Anna del Palatinato, vedova del principe Enrico III Giulio di Borbone-Condé.
- ristrutturazione dell'Hôtel de Mayenne, 21 rue Saint-Antoine, 1709, per Carlo Enrico di Lorena, conte di Vaudémont.
- Hôtel Amelot de Gournay, 1 rue Saint-Dominique, 1712.
- Hôtel de Torcy (oggi Hôtel Beauharnais, Ambasciata di Germania), 78 rue de Lille, 1713.
- Hôtel de Seignelay, 80 rue de Lille, 1713.
- Bibliothèque de l'Arsenal, 1715–25, per il duca del Maine.
- ristrutturazione del Palazzo di Giustizia, 1722.
- Portale dell'Hôtel de Villars (oggi Municipio del VII arrondissement di Parigi), 116 rue de Grenelle.

Regione Parigina:
- Castello di Roissy-en-France, 1704–15 (distrutto).
- Ospedale di Bicêtre, Le Kremlin-Bicêtre, 1731 (logge distrutte).

#### In Lorena

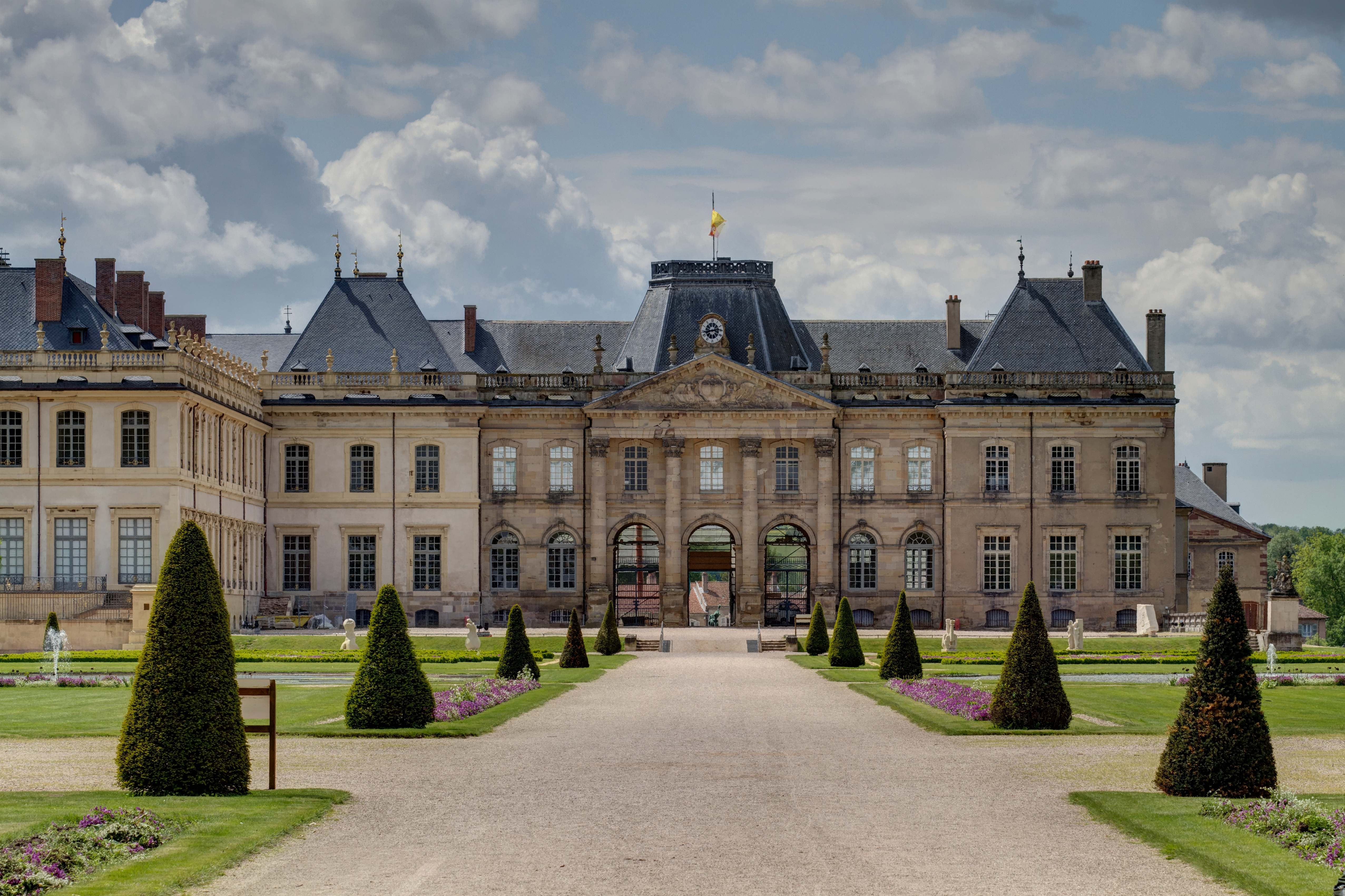
il Castello di Lunéville.

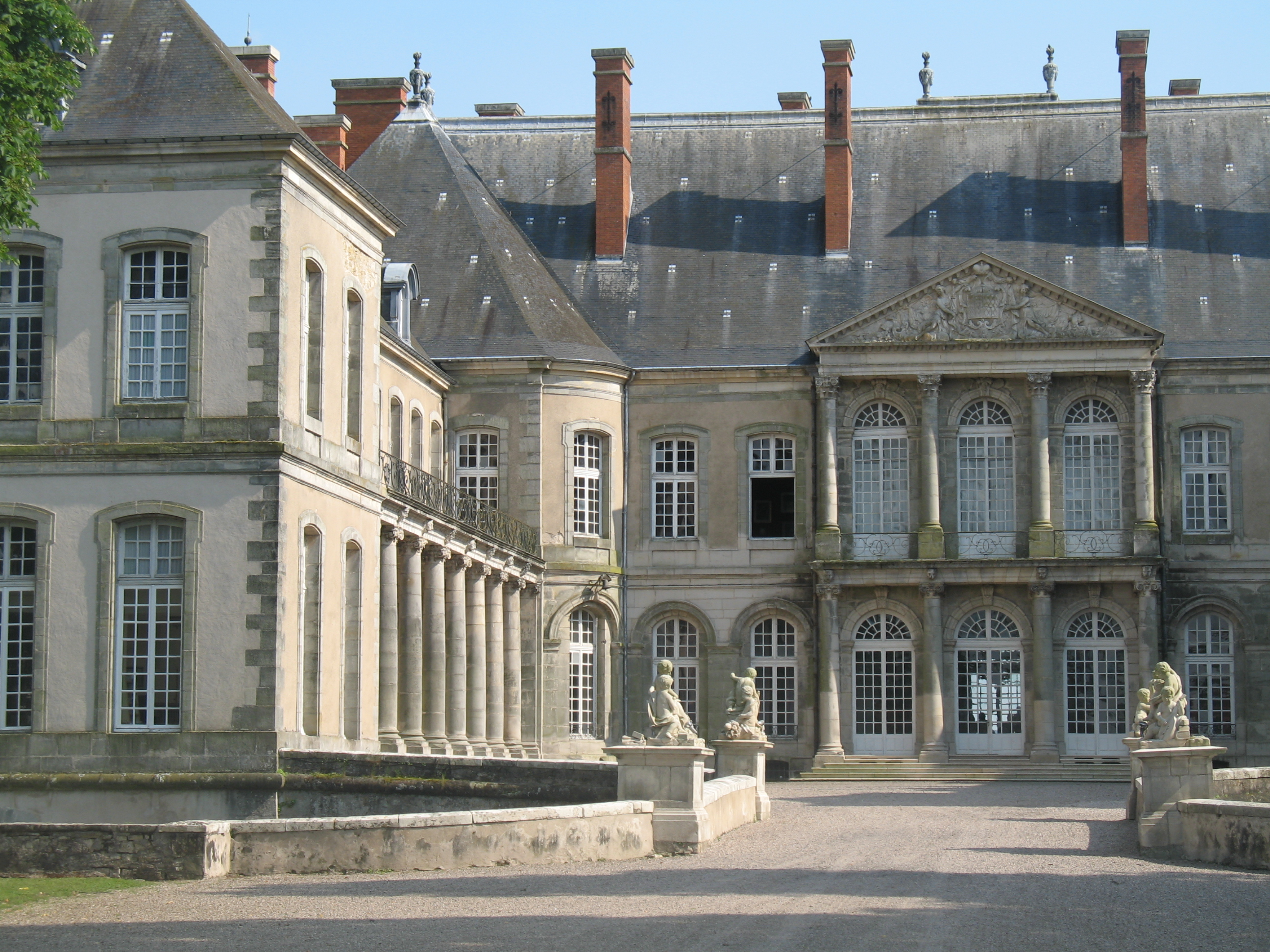
Castello de Beauvau-Craon a Haroué

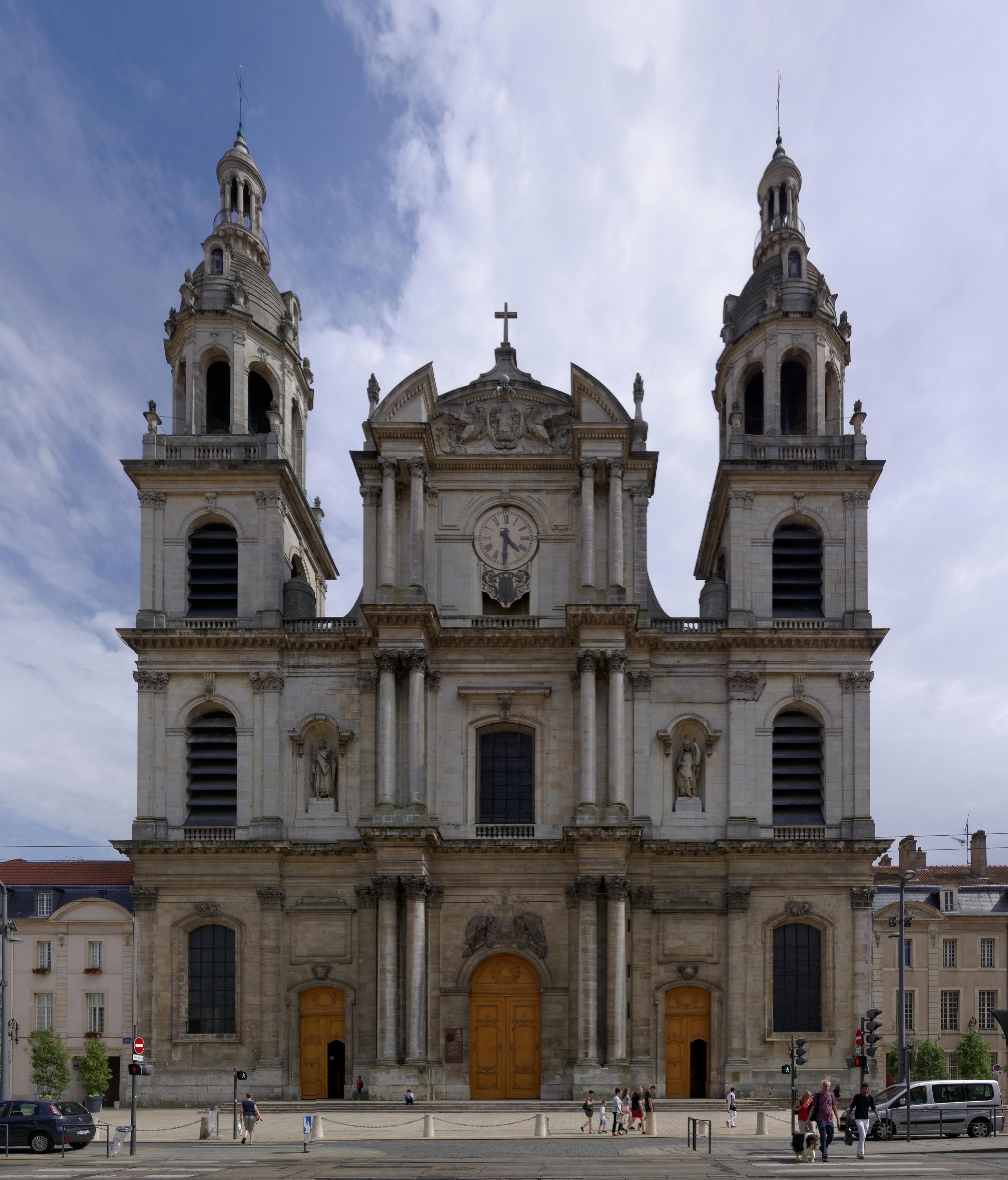
la Cattedrale di Nancy.

- Castello di Lunéville, opera emblematica di Boffrand, 1703-09, residenza dei Duchi di Lorena Leopoldo di Lorena e Stanislao Leszczyński.
- Castello d'Aulnois a Aulnois-sur-Seille, 1703.
- Castello della Favorita a Lunéville, 1730-34, per Carlo Alessandro di Lorena.
- Castello della Malgrange (a Jarville-la-Malgrange presso Nancy; parzialmente distrutto), per Leopoldo di Lorena.
- Progetti incompiuti per il Palazzo Ducale di Nancy.
- Castello di Commercy per Carlo Enrico di Lorena, Principe di Vaudémont e di Commercy,
- Castello de Beauvau-Craon a Haroué, 1720–32.
- Castello di Thuillières, 1725.

a Nancy:
- Hôtel des Loups, primo hôtel particulier costruito da Boffrand a Nancy.
- Hôtel de Ludre
- Hôtel de Beauvau-Craon, 2 place de la Carrière, per Marc de Beauvau, principe di Craon.
- Hôtel Ferraris, 29 rue du haut-Bourgeois, 1717–20.
- Hôtel de la Monnaie, rue de la Monnaie, 1721.

in Europa:
- Padiglione di Caccia del Castello di Bouchefort a Bruxelles, per Massimiliano II Emanuele di Baviera, 1705 (distrutto).
- disegno della facciata della Residenza di Würzburg, 1724.

### Architetture religiose
- Abside orientaledella Cattedrale di San Giovanni a Besançon, 1739-56.
- Cappella della Comunione nella Chiesa di Saint-Merri, 78 rue Saint-Martin, Parigi, 1743.
- Altar maggiore della Cattedrale di Nantes.
- alcuni restauri alla Cattedrale di Notre-Dame di Parigi, 1728-48.
- Cattedrale di Nancy, iniziata da Giovanni Betto, continuata da Mansart e terminata da Boffrand nel 1742.

### Genio Civile
- Ponte Vecchio diPont-sur-Yonne.
- Ponte di Joigny, 1725–28.
- Ponte di Villeneuve-sur-Yonne, 1735.